# Chiesa di Neuendorf
La chiesa di Neuendorf (in tedesco Neuendorfer Kirche) è una chiesa sconsacrata della città tedesca di Potsdam, sita al centro dell’antico Anger del paese di Neuendorf, successivamente inglobato dall’espansione urbana.
È posta sotto tutela monumentale (Denkmalschutz).

## Storia
La chiesa venne eretta dal 1850 al 1853 per sostituire l’antica chiesa a graticcio, risalente al 1585 e abbattuta nel 1844 perché pericolante. Il progetto architettonico, in stile neogotico ispirato dalla Basilica di San Gereone di Colonia, venne elaborato con ogni probabilità da Ludwig Ferdinand Hesse e Christian Heinrich Ziller sulla base di un disegno del re Federico Guglielmo IV, artista di talento.
Nel 1898-99, immediatamente a nord della piccola chiesa, venne costruita una seconda chiesa di dimensioni molto maggiori, la chiesa di Betlemme (Bethlehemkirche), opera dell'architetto von Tiedemann; infatti la crescita demografica dei sobborghi di Potsdam aveva interessato anche Neuendorf, prima inglobata nella città di Babelsberg e poi, insieme con questa, a Potsdam.
Durante la seconda guerra mondiale entrambe le chiese furono fortemente danneggiate dai bombardamenti; la chiesa di Betlemme fu definitivamente abbattuta nel 1952, mentre l’antica chiesa di Neuendorf rimase in rovina per decenni in attesa di decisioni sulla sua eventuale ricostruzione.
Nel 1998, dopo la riunificazione, si costituì un comitato di cittadini che si impegnò per la ricostruzione della chiesa; i lavori iniziarono l’anno successivo e si conclusero nel 2006.

## Caratteristiche
Si tratta di un piccolo edificio a pianta ottagonale in stile neogotico, con pareti esterne in mattoni gialli e tetto coronato da una guglia.
L’interno, a pianta centrale, è coperto da una volta a ventaglio.

### Esplicative
1. ↑  Si dice Anger un prato ad uso pubblico posto al centro di un paese, secondo una forma insediativa tipica dell’Europa Centrale.

### Bibliografiche
1. ↑  (DE) Denkmale in Brandenburg (XML), su ns.gis-bldam-brandenburg.de.